# Estación de Les Évouettes
La estación de Les Évouettes es un apeadero de la localidad de Les Évouettes, perteneciente a la comuna suiza de Port-Valais, en el Cantón del Valais.

## Historia y situación
El apeadero de Les Évouettes fue inaugurado en el año 1859 con la puesta en servicio del tramo Le Bouveret - San Mauricio - Martigny, que pertenece el primer segmento a la línea del Tonkin y el segundo, a la línea Lausana - Brig, más conocida como la línea del Simplon.
Se encuentra ubicado en el este del núcleo urbano de Les Évouettes, al sur de la comuna de Port-Valais. Cuenta con un único andén lateral al que accede una vía pasante.
En términos ferroviarios, el apeadero se sitúa en la línea Saint-Gingolph - San Mauricio. Sus dependencias ferroviarias colaterales son la estación de Le Bouveret hacia Saint-Gingolph, y la estación de Vouvry en dirección San Mauricio.

## Servicios ferroviarios
Los servicios ferroviarios de este apeadero están prestados por SBB-CFF-FFS y por RegionAlps, empresa participada por los SBB-CFF-FFS y que opera servicios de trenes regionales en el Cantón del Valais:

### Regional
- R Saint-Gingolph - Monthey - San Mauricio - Sion - Brig. Efectúa parada en todas las estaciones y apeaderos del trayecto. Operado por RegionAlps.